# Canton de Saint-Malo-1
Le canton de Saint-Malo-1 est une circonscription électorale française du département d'Ille-et-Vilaine.

## Histoire
Un nouveau découpage territorial d'Ille-et-Vilaine entre en vigueur à l'occasion des élections départementales de 2015. Il est défini par le décret du 18 février 2014, en application des lois du 17 mai 2013 (loi organique 2013-402 et loi 2013-403). Les conseillers départementaux sont, à compter de ces élections, élus au scrutin majoritaire binominal mixte. Les électeurs de chaque canton élisent au Conseil départemental, nouvelle appellation du Conseil général, deux membres de sexe différent, qui se présentent en binôme de candidats. Les conseillers départementaux sont élus pour 6 ans au scrutin binominal majoritaire à deux tours, l'accès au second tour nécessitant 12,5 % des inscrits au 1er tour. En outre la totalité des conseillers départementaux est renouvelée. Ce nouveau mode de scrutin nécessite un redécoupage des cantons dont le nombre est divisé par deux avec arrondi à l'unité impaire supérieure si ce nombre n'est pas entier impair, assorti de conditions de seuils minimaux. En Ille-et-Vilaine, le nombre de cantons passe ainsi de 53 à 27.
Le canton de Saint-Malo-1 est formé de communes des anciens cantons de Cancale (3 communes) et de Saint-Malo-Sud (1 commune) et d'une fraction de la commune de Saint-Malo. Le canton est entièrement inclus dans l'arrondissement de Saint-Malo. Le bureau centralisateur est situé à Saint-Malo.

## Représentation
| Période élective | Période élective | Mandat | Mandat   | Identité           | Nuance | Nuance | Qualité                                                                                               |
| ---------------- | ---------------- | ------ | -------- | ------------------ | ------ | ------ | --- |
| 2015             | 2021             | 2015   | 2021     | Anne Le Gagne      |        | UDI    | Médecin - Conseillère municipale (opposition) de Saint-Malo                                           |
| 2015             | 2021             | 2015   | 2021     | Pierre-Yves Mahieu |        | PCD    | Directeur de la Chambre d'agriculture d'Ille-et-Vilaine de 2004 à 2014 Maire de Cancale (depuis 2008) |
| 2021             | 2028             | 2021   | en cours | Florence Abadie    |        | DVD    | Hôtelière-restauratrice Adjointe au maire de Saint-Malo                                               |
| 2021             | 2028             | 2021   | en cours | Marcel Le Moal     |        | DVD    | Retraité Ancien adjoint au maire de Cancale                                                           |

### Résultats détaillés

#### Élections de mars 2015
À l'issue du 1er tour des élections départementales de 2015, deux binômes sont en ballottage : Joël Hamel et Michèle Le Tallec (DVG, 27,25 %) et Anne Le Gagne et Pierre-Yves Mahieu (Union de la Droite, 26,4 %). Le taux de participation est de 50,68 % (17 604 votants sur 34 738 inscrits) contre 50,9 % au niveau départemental et 50,17 % au niveau national.
Au second tour, Anne Le Gagne et Pierre-Yves Mahieu (Union de la Droite) sont élus avec 53,74 % des suffrages exprimés et un taux de participation de 49,64 % (8 559 voix pour 17 241 votants et 34 735 inscrits).

#### Élections de juin 2021
Le premier tour des élections départementales de 2021 est marqué par un très faible taux de participation (33,26 % au niveau national). Dans le canton de Saint-Malo-1, ce taux de participation est de 34,59 % (12 797 votants sur 36 997 inscrits) contre 34,85 % au niveau départemental. À l'issue de ce premier tour, deux binômes sont en ballottage : Florence Abadie et Marcel Le Moal (DVD, 37,43 %) et Natacha Cogrel et Pierre Site (Union à gauche, 17,19 %).
Le second tour des élections est marqué une nouvelle fois par une abstention massive équivalente au premier tour. Les taux de participation sont de 34,36 % au niveau national, 34,98 % dans le département et 35,2 % dans le canton de Saint-Malo-1. Florence Abadie et Marcel Le Moal (DVD) sont élus avec 66,08 % des suffrages exprimés (7 973 voix pour 13 025 votants et 36 998 inscrits),,.

## Composition
Le canton de Saint-Malo-1 comprend quatre communes entières et une fraction de la commune de Saint-Malo.
| Nom                                | Code Insee | Intercommunalité            | Superficie (km2) | Population (dernière pop. légale)                | Densité (hab./km2) | Modifier                                    |
| ---------------------------------- | ---------- | --------------------------- | ---------------- | ------------------------------------------------ | ------------------ | ------------------------------------------- |
| Saint-Malo (bureau centralisateur) | 35288      | CA Saint-Malo Agglomération | 36,58            | Fraction : 30 850 (2022) Commune : 47 255 (2022) | 1 292              | modifier les données · modifier les données |
| Cancale                            | 35049      | CA Saint-Malo Agglomération | 12,61            | 5 554 (2022)                                     | 440                | modifier les données · modifier les données |
| La Gouesnière                      | 35122      | CA Saint-Malo Agglomération | 8,74             | 2 000 (2022)                                     | 229                | modifier les données · modifier les données |
| Saint-Coulomb                      | 35263      | CA Saint-Malo Agglomération | 18,04            | 2 970 (2022)                                     | 165                | modifier les données · modifier les données |
| Saint-Méloir-des-Ondes             | 35299      | CA Saint-Malo Agglomération | 29,49            | 4 666 (2022)                                     | 158                | modifier les données · modifier les données |
| Canton de Saint-Malo-1             | 3525       |                             |                  | 46 040 (2022)                                    |                    | modifier les données                        |

La partie de la commune de Saint-Malo  incluse dans le canton de Saint-Malo-1 est celle située au nord d'une ligne définie par l'axe des voies et limites suivantes : plage des Bas-Sablons, rue de l'Amiral-Magon, place Bouvet, rue Ville-Pépin, place de la Roulais, rue de la Nation, rue de la Pie, rue de la Marne, boulevard des Talards, rue Pierre-de-Coubertin, rue des Antilles, rue Michel-de-la-Bardelière, avenue du Général-de-Gaulle, rue de la Guymauvière, rue du Grand-Jardin, rue du Mottais, rue des Bregeons, rue de la Ville-es-Cours, route départementale 2, ligne de chemin de fer de Rennes à Saint-Malo, jusqu'à la limite territoriale de la commune de Saint-Jouan-des-Guérets.

## Démographie
En 2022, le canton comptait 46 040 habitants, en évolution de +5,86 % par rapport à 2016 (Ille-et-Vilaine : +5,46 %, France hors Mayotte : +2,11 %).
| 2013   | 2018   | 2022   |
| ------ | ------ | ------ |
| 42 212 | 44 252 | 46 040 |